# Vinets
Vinets település Franciaországban, Aube megyében. Lakosainak száma 187 fő (2022. január 1.). Vinets Le Chêne, Isle-Aubigny, Lhuître, Saint-Nabord-sur-Aube, Torcy-le-Petit és Vaupoisson községekkel határos.

## Népesség
A település népessége az elmúlt években az alábbi módon változott:
| Lakosok száma | 179  | 188  | 181  | 170  | 183  | 175  | 170  | 170  | 176  | 187  |
|               | 1968 | 1982 | 1990 | 2006 | 2013 | 2015 | 2017 | 2019 | 2020 | 2022 |